# داني هاليغان
داني هاليغان (بالإنجليزية: Danny Halligan) هو لاعب كرة قدم نيوزيلندي، ولد في 17 فبراير 1965. شارك مع منتخب نيوزيلندا لكرة القدم. أما مع النوادي، فقد لعب مع كرايستشرش يونايتد.

## وصلات خارجية
- داني هاليغان على موقع الاتحاد الدولي (مؤرشف)  (الإنجليزية)
- داني هاليغان على موقع قاعدة بيانات كرة القدم.إي يو (الإنجليزية)
- داني هاليغان على موقع ناشيونال فوتبول تيمز (الإنجليزية)